# 波塔波維奇
51°14′1″N 28°45′56″E / 51.23361°N 28.76556°E
波塔波維奇（烏克蘭語：Потаповичі），是烏克蘭北部的村莊，隸屬日托米爾州的科羅斯滕區。該村面積5.21平方公里，海拔高度157米，2001年人口465，人口密度每平方公里89.25人。